# Släkte

Det hierarkiska systemet i biologin

I biologisk systematik är ett släkte (synonym: genus, pluralis: genera) en grupp inom en familj. Släkte är alltså ett snävare begrepp än familj, vilket kan vara lite förvirrande eftersom det oftast uppfattas tvärtom när det gäller släkt och familj hos människor. Ett släkte består av en eller flera arter. De släkten som endast består av en enda art kallas ibland monotypiska.
I det tvådelade vetenskapliga namnet på en art är den första delen släktets namn. Ett exempel på ett släkte är granar (genus Picea), som i sin tur innehåller ett antal arter, däribland rödgran (Picea abies), vitgran (Picea glauca), svartgran (Picea mariana) och sitkagran (Picea sitchensis). Namn på släkten inleds alltid med stor bokstav, medan artepitetet alltid har liten begynnelsebokstav.

## Kursivering
Namn på släkten och arter ska alltid kursiveras: det är praxis inom all biologisk nomenklatur. Detsamma gäller namn på taxon med ännu lägre taxonomisk rang, som underarter och varieteter. Det är inte lika vanligt att vetenskapliga namn på taxon med högre rang än släkte – till exempel familjer och ordningar – kursiveras. Ett undantag gäller alla virus, vars vetenskapliga namn alltid kursiveras oavsett rang. På liknande sätt har kursiveringar över släktesnivå blivit vanligare inom mykologin.